# Europese kampioenschappen schaatsen 2001
De Europese kampioenschappen schaatsen 2001 werden op 12, 13 en 14 januari 2001 gereden op de ijsbaan van Baselga di Pinè (Italië).
Titelverdedigers waren de Europees kampioenen van 2000 in Hamar. In het Vikingskipet werden de Duitse Anni Friesinger en de Nederlander Rintje Ritsma kampioen.
De Duitse Gunda Niemann en de Rus Dmitri Sjepel werden Europees Kampioen.
| Programma                                            | Programma                                               | Programma                              |
| vrijdag 12 januari                                   | zaterdag 13 januari                                     | zondag 14 januari                      |
| ---------------------------------------------------- | ------------------------------------------------------- | -------------------------------------- |
| 500 meter mannen 500 meter vrouwen 5000 meter mannen | 1500 meter vrouwen 1500 meter mannen 3000 meter vrouwen | 5000 meter vrouwen 10.000 meter mannen |

## Mannen

### Eindklassement
| Rang   | Schaatser            | Land        | Punten  | 500 m      | 5000 m       | 1500 m        | 10.000 m       |
| ------ | -------------------- | ----------- | ------- | ---------- | ------------ | ------------- | -------------- |
| Goud   | Dmitri Sjepel        | Rusland     | 156,167 | 37,42 (9)  | 6.38,58 (3)  | 1.49,42 (1)   | 14.08,32 (5)   |
| Zilver | Bart Veldkamp        | België      | 156,224 | 38,50 (22) | 6.33,65 (1)  | 1.52,27 (6)   | 13.38,72 (1)   |
| Brons  | Ids Postma           | Nederland   | 156,410 | 36,95 (1)  | 6.39,30 (4)  | 1.51,13 (4)   | 14.09,74 (7)   |
| 4      | Jochem Uytdehaage    | Nederland   | 156,996 | 37,30 (6)  | 6.41,78 (7)  | 1.51,81 (5)   | 14.04,96 (4)   |
| 5      | Aleksandr Kibalko    | Rusland     | 157,290 | 37,00 (4)  | 6.47,99 (13) | 1.49,98 (2)   | 14.16,63 (9)   |
| 6      | Roberto Sighel       | Italië      | 158,039 | 37,68 (15) | 6.40,23 (6)  | 1.53,61 (14)  | 14.09,32 (6)   |
| 7      | Vadim Sajoetin       | Rusland     | 158,084 | 38,13 (18) | 6.41,83 (8)  | 1.52,91 (9)   | 14.02,70 (2)   |
| 8      | Cédric Kuentz        | Frankrijk   | 158,911 | 37,46 (10) | 6.46,72 (12) | 1.50,27 (3)   | 14.40,47 (14f) |
| 9      | Jelmer Beulenkamp    | Nederland   | 159,666 | 37,32 (8)  | 6.48,55 (14) | 1.52,87 (8)   | 14.37,36 (13)  |
| 10     | Jan Friesinger       | Duitsland   | 159,717 | 37,48 (12) | 6.51,59 (20) | 1.52,99 (10)  | 14.28,30 (12)  |
| 11     | Christian Breuer     | Duitsland   | 159,879 | 37,67 (14) | 6.51,31 (18) | 1.53,10 (11)  | 14.27,57 (10)  |
| 12     | Frank Dittrich       | Duitsland   | 160,470 | 38,96 (28) | 6.44,41 (10) | 1.56,69 (24)  | 14.03,47 (3)   |
| 13     | Stian Bjørge         | Noorwegen   | 160,974 | 38,71 (26) | 6.43,08 (9)  | 1.55,67 (22)  | 14.28,01 (11)  |
| 14     | Eskil Ervik          | Noorwegen   | 161,392 | 38,06 (17) | 6.48,68 (15) | 1.53,65 (15)  | 14.51,63 (15)  |
| 15     | Martin Feigenwinter  | Zwitserland | 163,005 | 40,73 (31) | 6.46,22 (11) | 1.56,88 (25)  | 14.13,87 (8)   |
| NF4    | Paweł Zygmunt        | Polen       | 122,322 | 37,97 (16) | 6.39,56 (5)  | 2.13,19 (29f) | - (NF)         |
| NC17   | Petter Andersen      | Noorwegen   | 117,049 | 37,02 (5)  | 7.05,46 (27) | 1.52,45 (7)   |                |
| NC18   | Marnix ten Kortenaar | Oostenrijk  | 117,150 | 38,19 (21) | 6.50,44 (17) | 1.53,75 (16)  |                |
| NC19   | Vesa Rosendahl       | Finland     | 117,464 | 37,62 (13) | 7.01,24 (25) | 1.53,16 (13)  |                |
| NC20   | Risto Rosendahl      | Finland     | 117,569 | 36,96 (2)  | 7.08,99 (28) | 1.53,13 (12)  |                |
| NC21   | Sebastian Falk       | Zweden      | 118,019 | 38,52 (23) | 6.54,33 (21) | 1.54,20 (18)  |                |
| NC22   | Zsolt Baló           | Hongarije   | 118,719 | 37,30 (6)  | 7.13,93 (29) | 1.54,08 (17)  |                |
| NC23   | Johan Röjler         | Zweden      | 118,922 | 38,63 (24) | 6.58,92 (23) | 1.55,20 (20)  |                |
| NC24   | Vitali Novichenko    | Wit-Rusland | 119,059 | 38,15 (19) | 7.01,39 (26) | 1.56,31 (23)  |                |
| NC25   | Maurizio De Monte    | Italië      | 119,070 | 38,69 (25) | 6.58,34 (22) | 1.55,64 (21)  |                |
| NC26   | Andriy Fomin         | Oekraïne    | 119,231 | 38,18 (20) | 7.00,48 (24) | 1.57,01 (26)  |                |
| NC27   | Erik Bouwman         | Tsjechië    | 119,664 | 37,47 (11) | 7.20,81 (30) | 1.54,34 (19)  |                |
| NC28   | Jaromir Radke        | Polen       | 120,337 | 40,09 (30) | 6.51,57 (19) | 1.57,27 (27)  |                |
| NC29   | Marius Băcilă        | Roemenië    | 124,562 | 39,90 (29) | 7.22,12 (31) | 2.01,35 (28)  |                |
| NC30   | Lasse Sætre          | Noorwegen   | 128,078 | 38,92 (27) | 6.48,78 (16) | 2.24,84 (30f) |                |
| NF3    | Mark Tuitert         | Nederland   | 76,715  | 36,96 (2)  | 6.37,55 (2)  | - (NF)        |                |

## Vrouwen

### Deelname
De vrouwen streden voor de 26e keer om de Europese titel. Ze deden dit voor de eerste keer in Italië. Drieëntwintig deelneemsters uit twaalf landen namen aan dit kampioenschap deel. Tien landen, Duitsland (4), Nederland (4), Rusland (3), Oostenrijk (2), Polen (2), Roemenië (2), Hongarije (1), Noorwegen (1), Oekraïne (1) en Wit-Rusland (1), waren ook vertegenwoordigd op het EK in 2000. Finland (1), in 2000 afwezig, en Italië (1) na twee jaar afwezigheid, waren op dit kampioenschap weer present. Letland en Tsjechië vaardigden dit jaar geen deelneemster af. Drie vrouwen maakten hun EK debuut.
De Duitse Gunda Niemann-Stirnemann werd voor de achtste keer Europees kampioene, en stond voor de elfde keer op het erepodium. Op plaats twee werd ze geflankeerd door haar landgenote en eenmalig Europees kampioene (1998) Claudia Pechstein die voor de vierde keer op het erepodium plaatsnam. Debutante Wieteke Cramer completeerde het eindpodium van het Europees Kampioenschap. Zij was de tiende Nederlandse die het erepodium op een EK bereikte.
Naast Cramer eindigden nog twee Nederlandse deelneemsters in de top tien. Barbara de Loor werd vierde en Annamarie Thomas eindigde op de zesde positie. De vierde deelneemster, Renate Groenewold, werd op de 500 meter gediskwalificeerd en behaalde geen eindklassering.
De Oostenrijkse Emese Hunyady nam op dit kampioenschap voor de zestiende keer deel in achttien jaar, de jaren 1985 en 1998 ontbrak ze.

### Afstandmedailles
De Nederlandse deelneemsters wonnen op dit kampioenschap vier afstandmedailles. Wieteke Cramer won de bronzen medaille op de 5000 meter. Barbara de Loor won na haar bronzen medaille op de 3000 meter in 1997 nu de bronzen medaille op de 500 meter. Renate Groenewold verdubbelde haar totaal afstandmedailles naar vier stuks. Op de 1500 meter won ze goud en op de 3000 meter zilver.
Bij Italië's laatste deelname in 1998 won Elena Belci-Dal Farra op de 5000 meter de eerste (afstand)medaille voor Italië op een EK. Chiara Simionato voegde daar bij terugkeer op het EK een tweede aan toe, zij won de zilveren medaille op de 500 meter.
Gunda Niemann-Kleemann bracht haar recordtotaal afstandmedailles op vierenveertig (28-10-6). De zesde vrouw in dit gezelschap, Claudia Pechstein, bracht haar totaal tot veertien afstandmedailles.
| Afstand | Goud                     | Zilver            | Brons                    |
| ------- | ------------------------ | ----------------- | ------------------------ |
| 500m    | Claudia Pechstein        | Chiara Simionato  | Barbara de Loor          |
| 1500m   | Renate Groenewold        | Claudia Pechstein | Gunda Niemann-Stirnemann |
| 3000m   | Gunda Niemann-Stirnemann | Renate Groenewold | Claudia Pechstein        |
| 5000m   | Gunda Niemann-Stirnemann | Claudia Pechstein | Wieteke Cramer           |

### Eindklassement
Achter de namen staat tussen haakjes bij meervoudige deelname het aantal deelnames
| Rang   | Schaatsster                    | Land        | Punten  | 500 m        | 1500 m       | 3000 m       | 5000 m        |
| ------ | ------------------------------ | ----------- | ------- | ------------ | ------------ | ------------ | ------------- |
| Goud   | Gunda Niemann-Stirnemann (13)  | Duitsland   | 166,136 | 41,68 (15)   | 2.01,40 (3)  | 4.08,54 (1)  | 7.05,67 (1)   |
| Zilver | Claudia Pechstein (9)          | Duitsland   | 167,026 | 39,88 (1)    | 2.01,02 (2)  | 4.16,44 (3)  | 7.20,66 (2)   |
| Brons  | Wieteke Cramer                 | Nederland   | 169,525 | 40,65 (8)    | 2.02,77 (5)  | 4.21,55 (5)  | 7.23,61 (3)   |
| 4      | Barbara de Loor (5)            | Nederland   | 170,663 | 40,11 (3)    | 2.03,62 (9)  | 4.25,52 (10) | 7.30,94 (4)   |
| 5      | Daniela Anschütz (3)           | Duitsland   | 171,778 | 40,76 (10)   | 2.03,66 (10) | 4.23,68 (6)  | 7.38,52 (5)   |
| 6      | Annamarie Thomas (7)           | Nederland   | 172,006 | 40,40 (7)    | 2.02,84 (6)  | 4.25,33 (9)  | 7.44,39 (8)   |
| 7      | Natalija Polozkova-Kozlova (5) | Rusland     | 172,578 | 40,65 (8f)   | 2.03,26 (8)  | 4.24,06 (7)  | 7.48,32 (10)  |
| 8      | Emese Hunyady (16)             | Oostenrijk  | 172,981 | 40,32 (5)    | 2.02,97 (7)  | 4.29,52 (12) | 7.47,51 (9)   |
| 9      | Varvara Barysjeva (3)          | Rusland     | 173,224 | 40,36 (6)    | 2.01,46 (4)  | 4.20,31 (4)  | 8.09,93 (15f) |
| 10     | Svetlana Vysokova (2)          | Rusland     | 173,244 | 41,49 (14)   | 2.05,17 (11) | 4.25,04 (8)  | 7.38,58 (6)   |
| 11     | Emese Dörfler-Antal (8)        | Oostenrijk  | 175,320 | 40,98 (11)   | 2.07,94 (14) | 4.27,45 (11) | 7.51,19 (12)  |
| 12     | Chiara Simionato (4)           | Italië      | 177,573 | 40,10 (2)    | 2.07,80 (13) | 4.39,17 (19) | 8.03,45 (14)  |
| 13     | Daniela Oltean (3)             | Roemenië    | 177,800 | 42,75 (18)   | 2.08,03 (16) | 4.33,14 (15) | 7.48,51 (11)  |
| 14     | Svetlana Tsjepelnikova (3)     | Wit-Rusland | 177,887 | 41,96 (16)   | 2.08,56 (18) | 4.32,22 (13) | 7.57,04 (13)  |
| 15     | Andrea Jakab (2)               | Roemenië    | 178,189 | 43,54 (21)   | 2.08,84 (19) | 4.32,34 (14) | 7.43,13 (7)   |
| DQ4    | Krisztina Egyed (5)            | Hongarije   | 129,964 | 41,28 (13)   | 2.07,24 (12) | 4.37,63 (18) | 8.17,01 (DQ)  |
| NC17   | Annette Bjelkevik              | Noorwegen   | 131,321 | 41,05 (12)   | 2.08,37 (17) | 4.44,89 (20) |               |
| NC18   | Joanna Gasienica               | Polen       | 131,820 | 42,32 (17)   | 2.10,50 (20) | 4.36,00 (17) |               |
| NC19   | Olena Mjagkych (3)             | Oekraïne    | 134,869 | 43,10 (19)   | 2.11,84 (21) | 4.46,94 (21) |               |
| NC20   | Katarzyna Wójcicka (3)         | Polen       | 148,471 | 59,87 * (22) | 2.07,97 (15) | 4.35,67 (16) |               |
| DQ1    | Renate Groenewold (3)          | Nederland   | 82,719  | 40,53 (DQ)   | 2.00,26 (1)  | 4.15,80 (2)  |               |
| NS3    | Johanna Laine (2)              | Finland     | 88,330  | 43,29 (20)   | 2.15,12 (22) | NS           |               |
| NS2    | Anni Friesinger (3)            | Duitsland   | 40,270  | 40,27 (4)    | NS           |              |               |

* = gevallen, DQ = gediskwalificeerd, NS = niet gestart